# 90 minutos para Mandela
90 minutos para Mandela foi uma partida amistosa de futebol, com caráter de caridade, entre a Seleção do Resto do Mundo e uma equipe formada por um combinado de jogadores africanos, em comemoração ao 89º aniversário de Nelson Mandela. Toda a renda do jogo foi destinada à Fundação Nelson Mandela.
Poucas horas antes do jogo, Joseph Blatter, então presidente da FIFA, tornou a Associação de Futebol de Makana (associação que rege o campeonato de futebol criado por presos em Robben Island, onde Mandela esteve preso) um membro honorário da FIFA. Com este ato, a FIFA pretende, na pessoa de Nelson Mandela, celebrar o futebol como instrumento de diálogo e libertação para aqueles que passam por tempos duros ao serviço de uma causa justa tantas vezes negada por governos e por regimes.

## Detalhes
| 18 de Julho de 2007 | Africa XI                             | 3–3       | Seleção do Resto do Mundo                               | estádio Newlands, Cidade do Cabo          |
|                     | Abedi Pelé 9' · Hossam Hassan 30' 50' | Relatório | Iván Zamorano 6' · Ruud Gullit 44' · Julen Guerrero 72' | Público: 35,412 Árbitro: Ebrahim Abdul B. |

| Africa XI | Resto do Mundo |

| N.º |               | Posição | Jogador             |
| --- | ------------- | ------- | ------------------- |
| 1   | Camarões      | G       | Jacques Songo'o     |
| 2   | Nigéria       | D       | Austin Eguavoen     |
| 3   | Camarões      | D       | Stephen Tataw       |
| 4   | Nigéria       | D       | Stephen Keshi       |
| 6   | África do Sul | A       | Phil Masinga        |
| 7   | Camarões      | A       | François Omam-Biyik |
| 8   | Argélia       | A       | Rabah Madjer        |
| 9   | Camarões      | A       | Samuel Eto'o        |
| 10  | Gana          | A       | Abedi Pelé          |
| 11  | Zâmbia        | A       | Kalusha Bwalya      |
| 12  | África do Sul | G       | Andre Arendse       |
| 14  | Nigéria       | A       | Daniel Amokachi     |

| N.º |                                | Posição | Jogador          |
| --- | ------------------------------ | ------- | ---------------- |
| 15  | África do Sul                  | D       | Doctor Khumalo   |
| 16  | Nigéria                        | A       | Samson Siasia    |
| 17  | Tunísia                        | M       | Zoubeir Baya     |
| 20  | Libéria                        | A       | George Weah      |
| 21  | República Democrática do Congo | A       | Lomana LuaLua    |
| 22  | Egito                          | A       | Hossam Hassan    |
|     | Marrocos                       | G       | Badou Zaki       |
|     | Uganda                         | D       | David Obua       |
|     | Nigéria                        | D       | Uche Okechukwu   |
|     | República Democrática do Congo | D       | Santos Muntubile |
|     | Angola                         | A       | Pedro Mantorras  |
|     | Quénia                         | A       | Dennis Oliech    |

| N.º |               | Posição | Jogador             |
| --- | ------------- | ------- | ------------------- |
| 1   | Camarões      | G       | Jacques Songo'o     |
| 2   | Nigéria       | D       | Austin Eguavoen     |
| 3   | Camarões      | D       | Stephen Tataw       |
| 4   | Nigéria       | D       | Stephen Keshi       |
| 6   | África do Sul | A       | Phil Masinga        |
| 7   | Camarões      | A       | François Omam-Biyik |
| 8   | Argélia       | A       | Rabah Madjer        |
| 9   | Camarões      | A       | Samuel Eto'o        |
| 10  | Gana          | A       | Abedi Pelé          |
| 11  | Zâmbia        | A       | Kalusha Bwalya      |
| 12  | África do Sul | G       | Andre Arendse       |
| 14  | Nigéria       | A       | Daniel Amokachi     |

| N.º |                                | Posição | Jogador          |
| --- | ------------------------------ | ------- | ---------------- |
| 15  | África do Sul                  | D       | Doctor Khumalo   |
| 16  | Nigéria                        | A       | Samson Siasia    |
| 17  | Tunísia                        | M       | Zoubeir Baya     |
| 20  | Libéria                        | A       | George Weah      |
| 21  | República Democrática do Congo | A       | Lomana LuaLua    |
| 22  | Egito                          | A       | Hossam Hassan    |
|     | Marrocos                       | G       | Badou Zaki       |
|     | Uganda                         | D       | David Obua       |
|     | Nigéria                        | D       | Uche Okechukwu   |
|     | República Democrática do Congo | D       | Santos Muntubile |
|     | Angola                         | A       | Pedro Mantorras  |
|     | Quénia                         | A       | Dennis Oliech    |

| N.º |               | Posição | Jogador            |
| --- | ------------- | ------- | ------------------ |
| 1   | Espanha       | G       | Andoni Zubizarreta |
| 4   | Inglaterra    | D       | Gary Mabbutt       |
| 5   | África do Sul | D       | Mark Fish          |
| 6   | França        | M       | Christian Karembeu |
| 7   | Nova Zelândia | A       | Wynton Rufer       |
| 8   | Espanha       | M       | Julen Guerrero     |
| 9   | Espanha       | A       | Emilio Butragueño  |
| 10  | Brasil        | A       | Pelé               |
| 11  | Irã           | A       | Ali Daei           |

| N.º |                 | Posição | Jogador                 |
| --- | --------------- | ------- | ----------------------- |
| 13  | Chile           | A       | Iván Zamorano           |
| 14  | Camarões        | A       | Patrick M'Boma          |
| 15  | Costa do Marfim | A       | Youssouf Falikou Fofana |
| 16  | Coreia do Sul   | A       | Kim Joo-Sung            |
| 18  | Brasil          | M       | Leonardo                |
| 19  | África do Sul   | D       | Lucas Radebe            |
| 20  | Países Baixos   | M       | Ruud Gullit             |
| 22  | Suíça           | A       | Stéphane Chapuisat      |
|     | Argentina       | M       | Fernando Redondo        |

| N.º |               | Posição | Jogador            |
| --- | ------------- | ------- | ------------------ |
| 1   | Espanha       | G       | Andoni Zubizarreta |
| 4   | Inglaterra    | D       | Gary Mabbutt       |
| 5   | África do Sul | D       | Mark Fish          |
| 6   | França        | M       | Christian Karembeu |
| 7   | Nova Zelândia | A       | Wynton Rufer       |
| 8   | Espanha       | M       | Julen Guerrero     |
| 9   | Espanha       | A       | Emilio Butragueño  |
| 10  | Brasil        | A       | Pelé               |
| 11  | Irã           | A       | Ali Daei           |

| N.º |                 | Posição | Jogador                 |
| --- | --------------- | ------- | ----------------------- |
| 13  | Chile           | A       | Iván Zamorano           |
| 14  | Camarões        | A       | Patrick M'Boma          |
| 15  | Costa do Marfim | A       | Youssouf Falikou Fofana |
| 16  | Coreia do Sul   | A       | Kim Joo-Sung            |
| 18  | Brasil          | M       | Leonardo                |
| 19  | África do Sul   | D       | Lucas Radebe            |
| 20  | Países Baixos   | M       | Ruud Gullit             |
| 22  | Suíça           | A       | Stéphane Chapuisat      |
|     | Argentina       | M       | Fernando Redondo        |

## A Partida
A partida foi precedida por um belo ritual: 89 gols foram  marcados por figuras ilustres, simbolizando a idade de Mandela e a luta contra o racismo.
A partida foi disputada no dia 18 de Julho de 2007, no estádio Newlands da Cidade do Cabo.
35.412 torcedores (dentre os quais personalidades internacionais como Bill Clinton, Jimmy Carter e o ex-secretário-geral da ONU, Kofi Annan) acompanharam o empate de 3–3, com Iván Zamorano, Ruud Gullit e Julen Guerrero marcando para a Seleção do Resto do Mundo, e com Abedi Pelé e Hossam Hassan, 2 vezes, para o combinado africano.
Ao final do jogo, Nelson Mandela ganhou uma camisa personalizada com o número 89 às costas.

## Nelson Mandela Farewell Game
O chamado Nelson Mandela Farewell Game foi outra partida amistosa em homenagem a Nelson Mandela.
Foi disputada no dia 17 de Agosto de 1999 (ano em que o ex-prisioneiro político sul-africano abandonou a Presidência), no estádio Ellis Park em Johannesburg, para um público de 40,000 pessoas. O time Mandela XI foi formado por craques da estirpe de Lucas Radebe, Mark Fish, Celestine Babayaro, Samuel Kuffour, Kalusha Bwalya, Hossam Hassan, Benni McCarthy, Nwankwo Kanu, Titi Camara, Shabani Nonda, dentre outros, e o Fifa World XI por Jorge Campos, Taribo West, Rigobert Song, Branco, Dunga, Thomas Häßler, Mustapha Hadji, Luis Hernández, Viorel Moldovan, Murat Yakin, Lubomir Moravcik, Abedi Pelé e Jean-Pierre Papin. A partida terminou empatada em 2–2.